# سنگر (رشت)
کهدم یکی از شهرهای شهرستان رشت استان گیلان در شمال ایران است. ابتدا نام این شهر کهدم بوده‌است این شهر در نقشه ۱۸۰۸ جان پینکرتون سنگه را سرا نامیده شده است که در زبان گیلکی به معنی محل قرارگیری راه سنگی میباشد ، با توجه به اینکه این شهر در محل عبور کاروانها از رشت به سوی تهران بوده وجود راه سنگی یا سنگفرش در آن برای راحتی عبور و مرور کاروانها از جلگه گیلان قابل توجیه است و باحتمال بسیار زیاد واژه نام سنگه را سرا یا ( محل قرارگیری راه سنگفرش) در گذر زمان به واژه سنگر تبدیل شده است.

## روستاهای سنگر
بخش سنگر دارای چهل روستا است که به ترتیب حروف الفبا در این صفحه مرتب شده اند:
1-اسلام آباد (شاقاجی) 2-امامزاده هاشم	3-اُمشِه 4-آینه ور 5-بازقلعه اکبر 6- بازقلعه مَلِک 7-بَنَکدِه 8-بِهدان 9-پیش کنار	10-تورانسرا 11-جوبَنِه	12-جُوکول بندان 13-چَنَچِه 14-درِه پشت 15-دَلَچِه 16-دِهبَنِه 17-رودبُرده 18-سراوان 	19-سَروَندان 20-سُکاچاء 21-شهرستان	22-شیخعلی بست	23-طالِم سه شنبه 24-فَشتام 25-قاضیان	26-کَچا 27-کدوسرا 28-کَشَل وَرزَل 29-کُنُسِستان 30-کیاسرا 31-گُلسَرَک 32-گیساوَندان 33-گیلاوندان 34-گیلِ پُرده سَر 35-موشَنگا 36-میانده 37-نَشرُودکُل 38-نصراله آباد 39-وَرازگاه 	40-ویشِکانَنَک

## اقتصاد
شغل و حرفه بیشتر مردم این شهر کشاورزی است.
1. پرورش ماهی یکی دیگر از شغل‌های رایج در این منطقه‌است. اولین بار تخم و آرتمیای زنده از بندر شرفخانه از اسکله‌های مهم دریاچه ارومیه به کارگاه تکثیر پرورش ماهیان خاویاری ناحیه سنگر رشت جهت تغذیه و پرورش بچه ماهیان خاویاری منتقل شد. در حال حاضر عمدتاً تکثیر ماهیان خاویاری در مجتمع تکثیر و پرورش بین‌المللی ماهیان خاویاری در سنگر رشت در آبهای شیرین پرورش انجام می‌شود اما مردم محلی بیشتر به پرورش ماهیان تزئینی اشتغال دارند.

## دوشنبه بازار
بازر هفتگی دوشنبه سنگر از قدیمی‌ترین و با سابقه‌ترین بازارهای محلی استان گیلان لحاظ می‌شود. در روزگاران قدیم این بازار به شکلهای وسیع و حالت کاروانسرایی برگزار می‌شد اما امروزه خبری از آن دوران نیست اما دوشنبه بازار سنگر در محلی وسیع تر و با رونقی بیشتر در حال برگزاری می‌باشد عمدهٔ محصولات این منطقه برنج است که به بازار رشت و دیگر بازارها برای داد و ستد برده می‌شود فروشندگانی دوره‌گرد در روزهای بازار از شهرهایی مانند: رودبار، منجیل، قزوین و رشت و حتی از مناطق کوهستانی دیلمان و اشکورات محصولات متنوع خود را به سنگر برای فروششان می‌آوردند.

## مکان‌های دیدنی
مکان‌های دیدنی سنگر شامل موارد زیادی است:
- کاروانسرای شاه عباسی که مربوط به دوره قاجاریه و در روستای گلسرک واقع شده است
- تعداد زیادی بقعه (که بیشتر آنها به روایت قاسم غلامی بر آمده از خوابها و منابع غیرتاریخی است) در سنگر وجود دارد مثل بقعه در مسجد سیدان. اما بقعه هایی هم است که دارای تاریخ است مثل:

1. عکاشا (عکاشه) در روستای رودبرده مربوط به آشیخ علی بن آقا کاشاه پسر قیس، از صحابه حضرت رسول (ص) است هرچند در شجره نامه‌ای دیگر، وی از پسران امام موسی کاظم (ع) معرفی شده‌است. بنای بقعه، ساختمانی قدیمی و خشتی است و در چهار سوی ان ایوانی با سر ستون‌های ظریف وجود دارد. براساس کتیبه موجود بقعه در سال ۹۲۰ ه‍.ق ساخته شده و بام ان از سفال است. به فاصله نزدیک این بقعه، دو مزار ساده وجود دارد که گفته می‌شود گور دو برادر از سادات، به نام‌های آقا سید احمد و آقا سید محمود است که امامزاده بوده‌اند و آکاشاه معلم آنان بوده و آن‌ها را پس از شهادت غسل داده‌است.
2. آقا سید ابراهیم واقع در سنگر
3. مسجد جامع امشه با معماری زیبای قاجاری، یکی دیگر از جاذبه‌های تاریخی شهرستان سنگر است. این مسجد که نمادی از معماری سنتی و اسلامی منطقه است، با تزئینات گچی و آینه‌کاری‌های ظریف، جلوه‌ای باشکوه دارد. مسجد جامع امشه علاوه بر اهمیت مذهبی، از نظر معماری نیز بسیار ارزشمند است و به عنوان یکی از آثار تاریخی ثبت شده کشور به شمار می‌رود.
4. حرم امامزاده هاشم که در مسیر جاده رشت قزوین، پیش از ورود به شهر رشت واقع شده است.

- چشمه چشماکل طالم سه شنبه: این چشمه در روستای طالم سه شنبه از توابع بخش سنگر در ۱۲ کیلومتری جاده رشت – قزوین واقع شده‌است. در کنار چشمه، درختی تنومند دیده می‌شود که مورد احترام اهالی است. از آب معدنی چشمه، در درمان بیماری‌های پوستی به ویژه جوش‌های صورت و بدن استفاده می‌شود.
- سد سنگر
- سد شهربیجار: روبروی روستای امامزاده هاشم در شهربیجار، روستایی است که می توان در آنجا شاهد منظره ی بسیار زیبا از ترکیب دریاچه و جنگل بود
- معدن بازقلعه
- جنگل سراوان
- تونل تاریخی سنگر که در نزدیکی روستای گلسرک واقع شده است.[۵]هرچند سنگهای مالون چیده در تونل مربوط به دوره پهلوی دوم است اما سقف آجری، طاق ضربی و روایتهای ریش سفیدان روستا بیانگر این است که از تاریخ ساخت بنا بیش از ٨۰ سال میگذرد چرا که از رشادت های فردی به نام رضا تقوی به هنگام استقرار در برجکها برای کشتن روسها یاد میکنند. [۶] این بنا که بخش هایی از آن تخریب شده دارای عرض یک متر و ارتفاع تقریبی ۲.۲ متر و دارای ۱۵ برجک نگهبانی است و برای طی مسیر تقریبا بیست دقیقه وقت لازم است. در صورت عدم ثبت این اثر تاریخی ممکن است با ریزش سنگها طی یک دهه تونل کاملا مسدود شود. پیگیری اهالی سنگر برای ثبت این اثر با کندی های زیادی در سازمان میراث فرهنگی همراه است بنای تاریخی سنگر علیرغم اتصال به یک پادگان مخروبه در تملک هیچ نهادی نیست که بتوان جلوی این تخریب را به شکل قانونی گرفت.[۷]

## مشاهیر سنگر
این شهر کوچک دارای مشاهیری است که برخی از آنها بشرح ذیل است:
- محمدعلی افراشته داستان‌نویس، روزنامه‌نگار، طنزپرداز، شاعر و مؤلف ایرانی بود.
- حسین اصلانی موسیقیدان سنگری اهل روستای شاقاجی که ۸ بهمن ۱۳۹۸ درگذشت.
- حسین پناهی طالمی فیزیکدان اهل روستای طالم سه شنبه که هم اکنون رئیس دانشکده علوم پایه دانشگاه گیلان است.
- جلال چراغ پور مربی تیم ملی فوتبال اصالتا اهل روستای شاقاجی است
- محمدرضا احمدی سنگری نماینده ی دو دوره یازده و دوازدهم مجلس شورای اسلامی
- علی صفایی سنگری ادیب و شاعر اهل سنگر، دانشیار گروه زبان و ادبیّات فارسی دانشگاه گیلان [۸] [۹]
- حسین صولتی سروندی پژوهشگر جامعه شناسی سیاسی [۱۰][۱۱][۱۲]
- مجید غلام زاده رودبرده فوق تخصص بیماریهای قلب و عروق [۱۳]

## ورزاجنگ نمایشی خونین در سنگر
نمایش ورزاجنگ از دیرباز در برخی از مناطق ایران و گیلان از جمله سنگر معمول بوده که نمایشی حول ساماندهی جنگ گاوهای نراست.  این جنگ طی چند دهۀ گذشته با دگرگونیِ ساختارهایِ اجتماعی، دچار تغییراتی شگرف شد؛ اما هستۀ اصلی آن، یعنی «جنگیدن دو گاونر» هم‌چنان باقی‌مانده است. بسیاری از مردم سنگر با گسترش این جنگ تحت‌‌عنوان «پاسداشت بازی بومی»، «ضرورت‌‌های دفاع از سنت» اصرار دارند  و برخی از محققان دانشگاه گیلان نیز در حمایت از ابعاد اقتصادی، بر توسعۀ آن به منظور جذب سود و عواید مالی برای میزبان، جاذبۀ گردشگری و توریسم و انسجام‌ اجتماعی تأکید می‌نمایند  اما محققانی هم هستند که با این پدیده با انتشار مقالات علمی مخالفت نموده اند. 